# Arturia
Arturia is een Franse producent van software- en hardware-synthesizers, drummachines en midi-controllers.

## Geschiedenis
Het bedrijf werd in 1999 opgericht door Fréderic Brun en Gilles Pommereuil met als voornaamste doel het ontwikkelen van betaalbare muzieksoftware. In 2003 ontwikkelde Arturia samen met Robert Moog de Modular V softsynth, een software-emulatie van modulaire geluidssynthese. Arturia werd sindsdien vooral bekend en geprezen om zijn softsynth-emulaties van bekende klassieke analoge synthesizers zoals de Minimoog (Moog), Jupiter (Roland), ARP en Prophet (Sequential Circuits).

## Producten
Het aanbod van producten bestaat uit software-synthesizers, softwarebundels, hardware-synthesizers en sequencers, en overige audioapparatuur en besturingsapparaten.

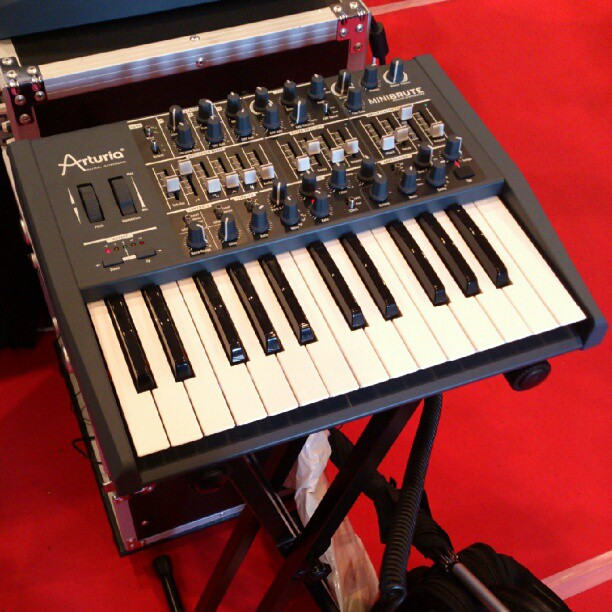
MiniBrute
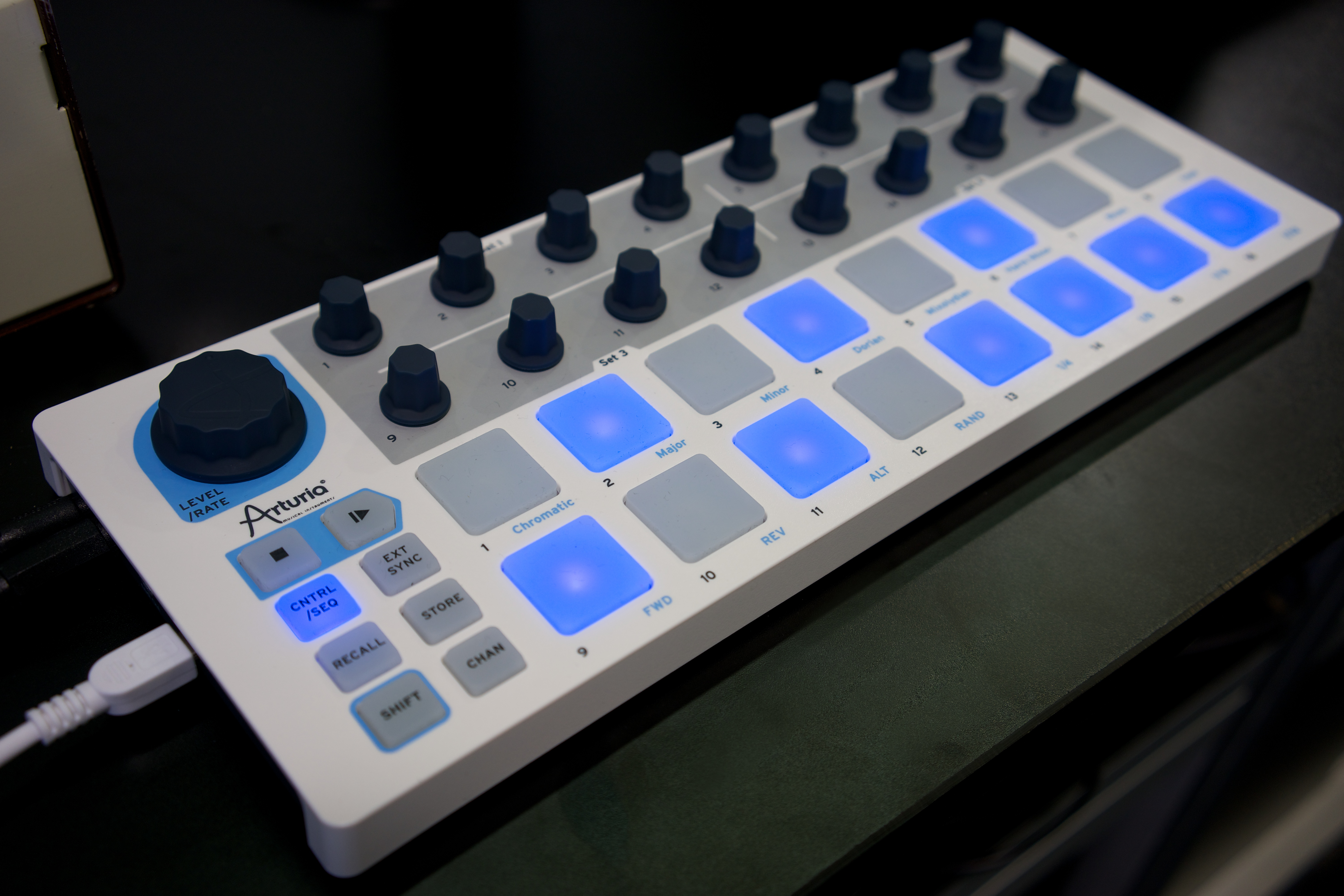
BeatStep
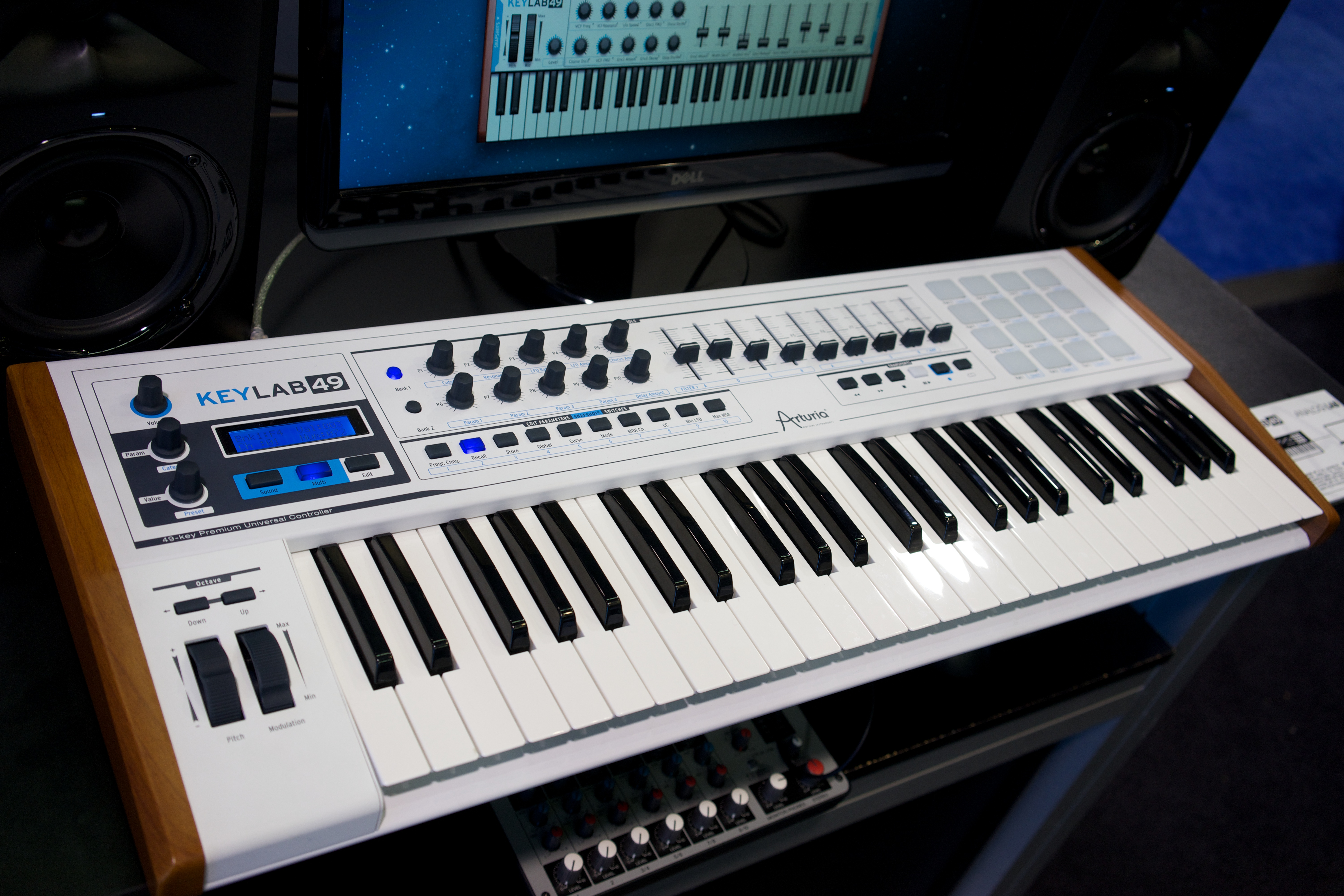
KeyLab 49
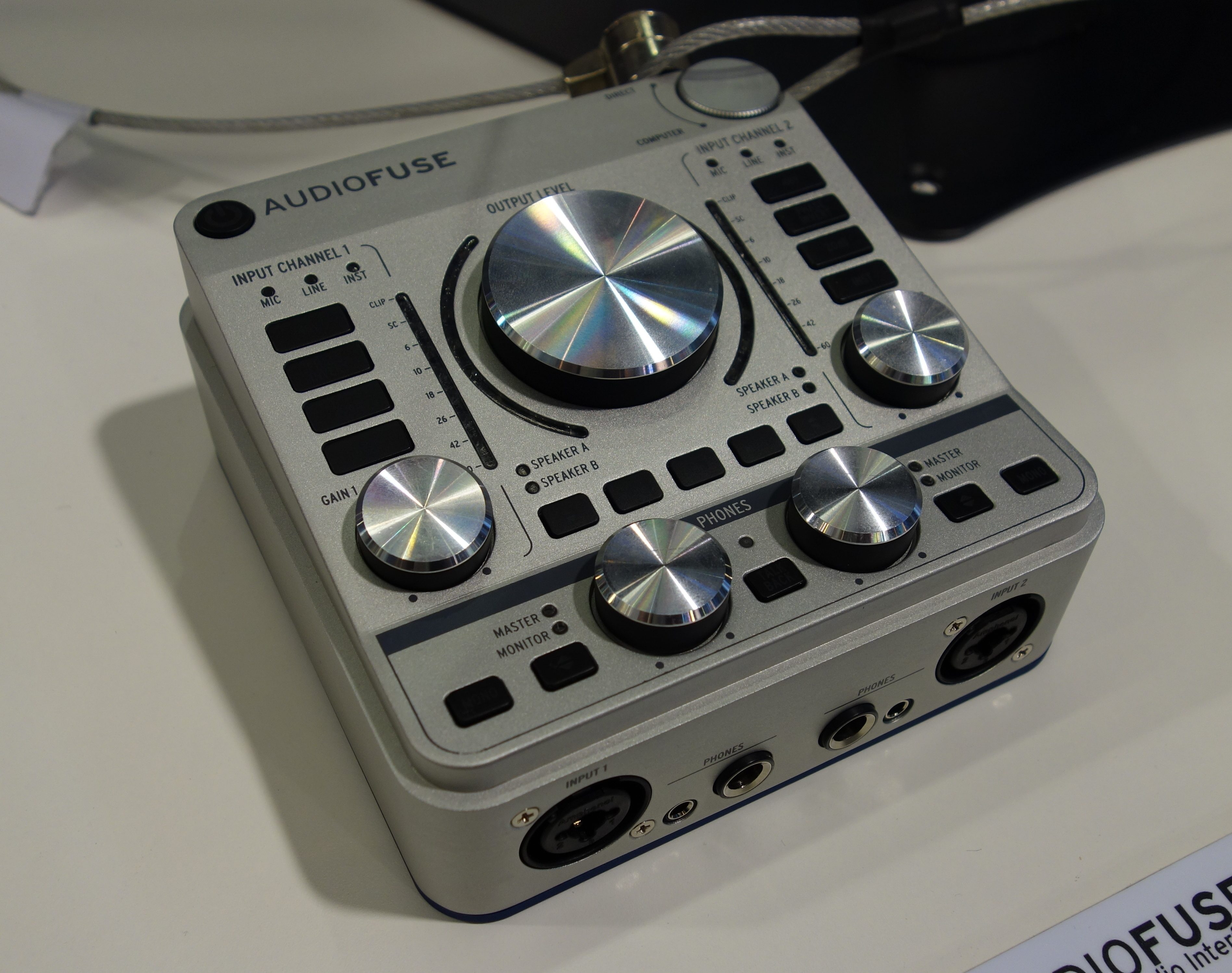
AudioFuse